# Högbonden

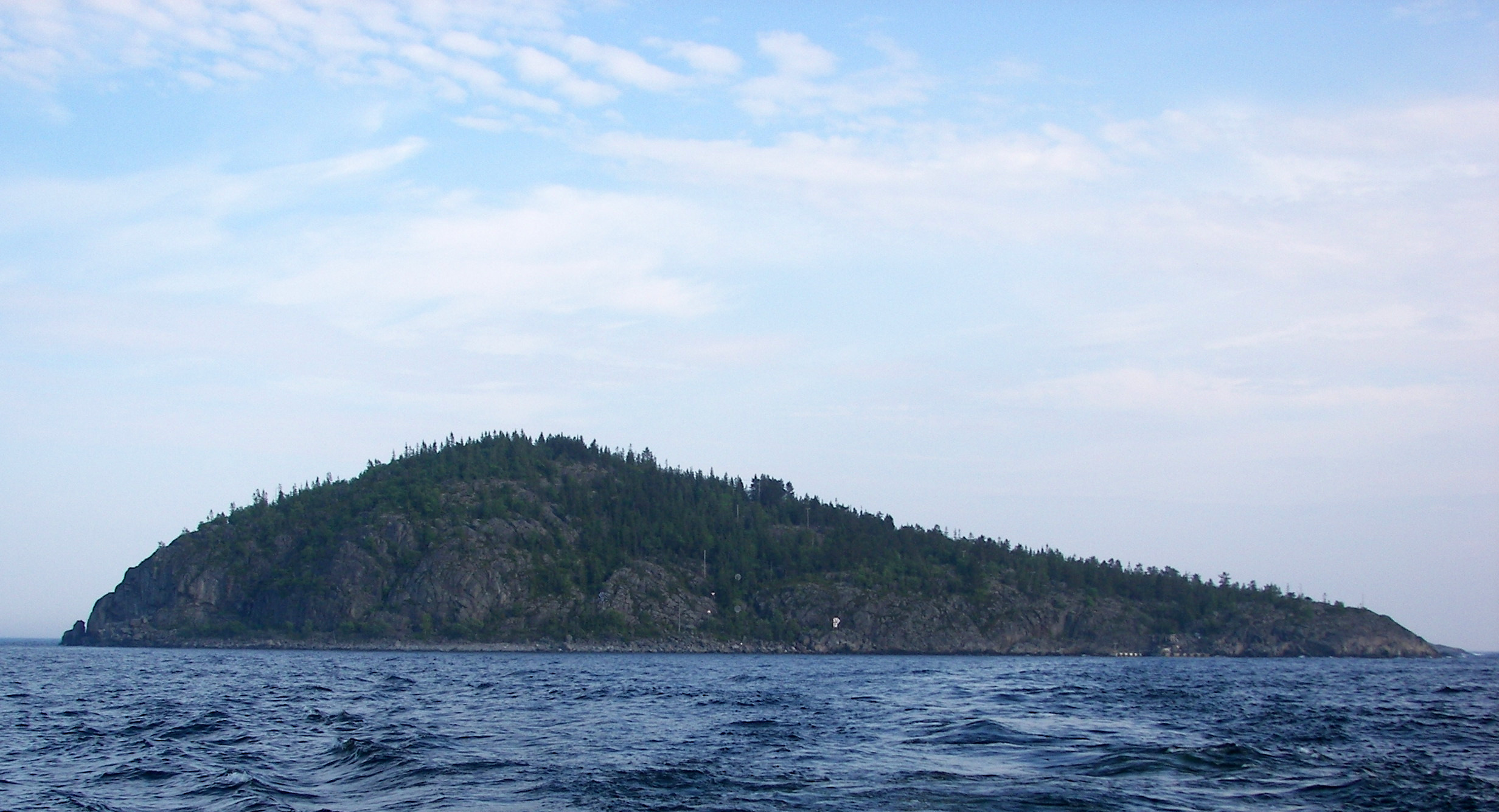
Högbonden från västsidan

Högbonden är en ö i Nordingrå församling i Kramfors kommun i Ångermanland. Ön, som ligger utanför inloppet till Bönhamn, är en del av Högbondens naturreservat som även består av öarna Höglosmen och Furan. Reservatet bildades 1987 och består av 347 hektar, därav 88 hektar land.

## Högbondens fyr

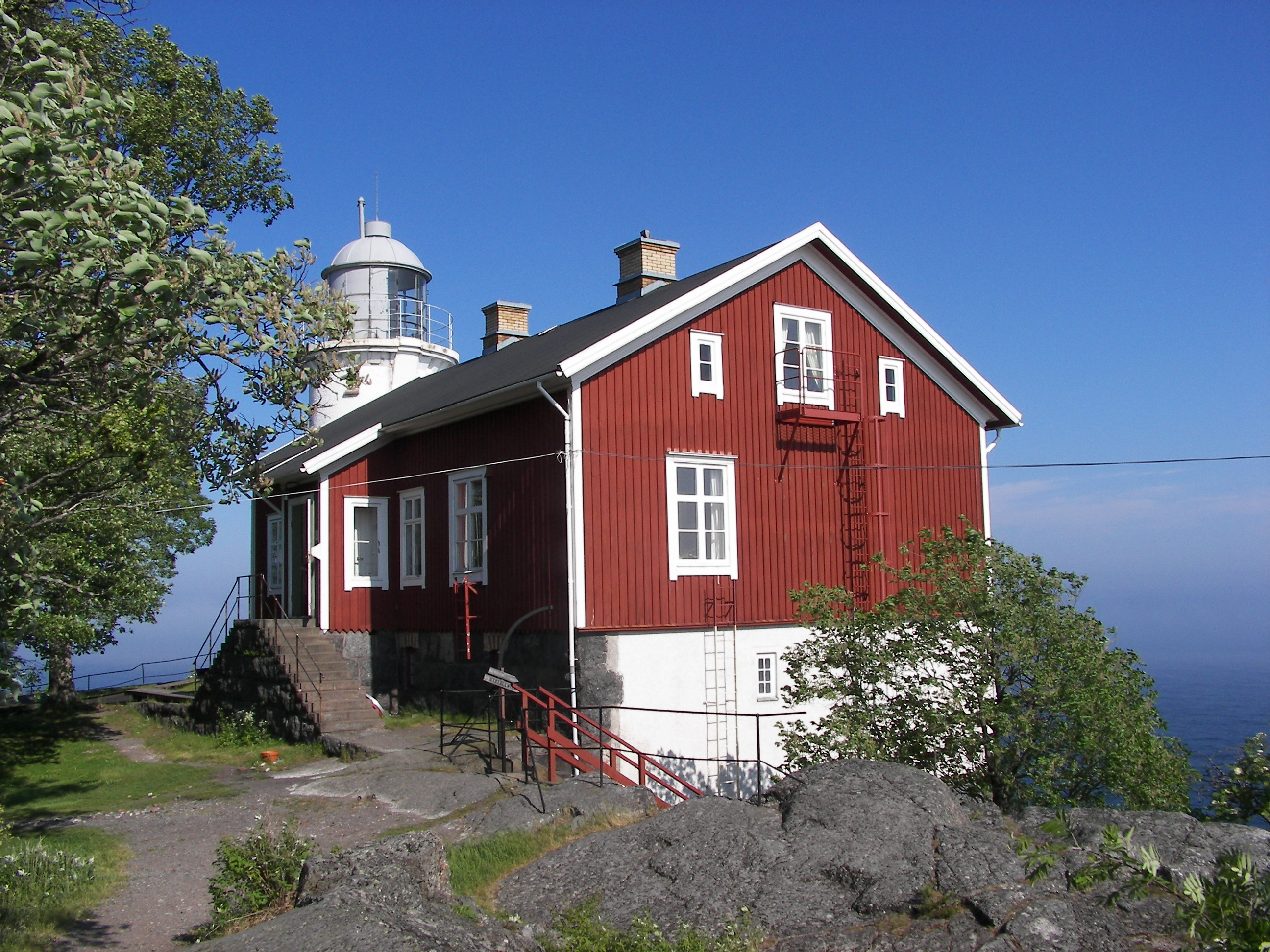
Fyren med fyrvaktarbostaden

Högst upp på ön står Högbondens fyr, Sveriges näst högst belägna fyr (efter Kullens fyr). Fyrtornet är 14 meter högt, dess lyspunkt ligger 75 meter över havet. Fyren med sin fyrvaktarbostad – ursprungligen dimensionerad för fyrmästare, fyrvaktare och fyrbiträde – byggdes åren 1906–1909 och ligger på öns östra sida där ön stupar rakt ner i havet. I lanterninen installerades en fransktillverkad Fresnel-lins av märket "Henry Lepaute", andra ordningen. Utöver fyranläggningen byggdes också en hamn, och Nordströms linbanor konstruerade en linbana för godstransporter mellan hamnen och fyrvaktarbostaden .
När befolkningen på ön var som störst, 21 personer, fanns till och med skola på ön. 1952 sköttes fyren av fyrmästaren ensam och 1963 automatiserades fyren. Ön var därefter öde från 1964 fram till 1986, då länsstyrelsen beslutade att renovera och rusta upp fyrvaktarbostaden samt hyra ut den. 
Fyrvaktarbostaden är idag vandrarhem och café under sommaren. Vandrarhemmet består av 28 bäddar varav 22 i fyrvaktarbostaden samt 6 bäddar i trädgårdshuset (2+4), där även husdjur får tas med. I källaren har Kajsa G. Åberg satt samman en utställning om fyrens historia. I november år 2010 pensionerade Sjöfartsverket fyrens stora lins och den ersattes av en modern diodlykta på altanens räcke. Linsen hade då varit i tjänst i 101 år. Ljusstyrkan har därmed minskats avsevärt. Linsen sitter kvar i tornets lanternin.

### Högbonden i litteraturen
På Högbonden utspelas Jenny Elfvings roman Revor av ljus (2024).